# جون هيرلي (سياسي)
جون هيرلي هو سياسي أسترالي، ولد في 2 يونيو 1844 في سيدني في أستراليا، وتوفي بنفس المكان في 10 ديسمبر 1911. نشط حزبياً في Liberal Reform Party (Australia) ‏. وقد انتخب عضو الجمعية التشريعية لنيو ساوث ويلز ‏ وانتخب عضو المجلس التشريعي لولاية كوينزلاند ‏.